# Децим Юний Брут Сцева (консул 325 пр.н.е.)
Вижте пояснителната страница за други личности с името Децим Юний Брут Сцева.
Децим Юний Брут Сцева (на латински: Decimus Iunius Brutus Scaeva) e политик на Римската република.
През 339 пр.н.е. той е началник на конницата на диктатор Квинт Публилий Филон. През 325 пр.н.е. е консул с Луций Фурий Камил.